# Ansitz Gartscheid

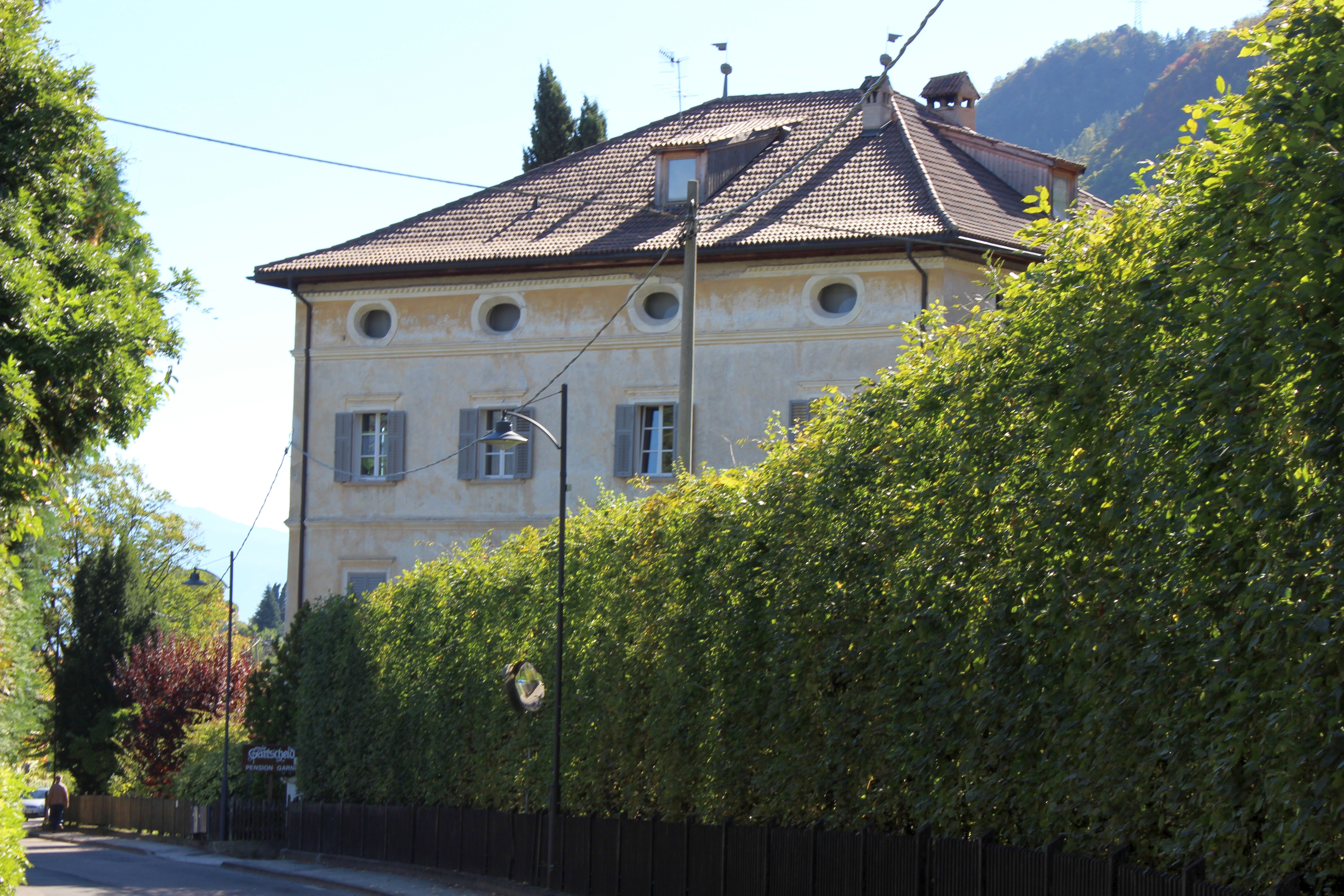
Ansitz Gartscheid

Der Ansitz Gartscheid ist ein geschütztes Baudenkmal der Marktgemeinde Lana in Südtirol.

## Geschichte
Bereits im Jahre 1231 erscheint Heinrich von Goldegg (de Goldecco de Launan) auf dem Hof Gartscheid. 1303 wurde das Anwesen vom Kloster Rottenbuch dem Jacklin Kartschid als Lehen verliehen. Die Familie erwarb später durch Heirat den Ansitz Greifenturm und gelten als Vorfahren der Freiherren von Goldegg. Im Jahre 1647 gewährte man den Kapuziner-Patres in Gartscheid eine erste Unterkunft. Die Freiherren von Hausmann errichteten den Ansitz neu und bauten ihn stattlich aus. In neuerer Zeit bewohnte das Haus Joseph Leonhard von Kall, bis es im 19. Jahrhundert von Doktor med. Johann Georg Hellrigl Edler zu Rechtenfeld, der ein bekannter Mediziner, Dichter und Botaniker war, erworben wurde. 1939 kam das Anwesen in Besitz der Familie Lösch.

## Beschreibung
Der heutige Bau mit steingerahmten Fenstern und Ochsenaugen im Dachgeschoss stammt im Wesentlichen aus dem 17. Jahrhundert und ist im Erdgeschoss mit einer steingerahmten Spitzbogentür aus dem Jahre 1546 versehen. Im Innenraum befindet sich eine Halle die ein Barockportal mit Wappenkartusche beherbergt. Die Decke besitzt ein Tonnengewölbe mit Stichkappen. Ein Zimmer ist mit einer geschnitzten Kassettendecke aus dem 18. Jahrhundert geschmückt.